# Maja Berezowska

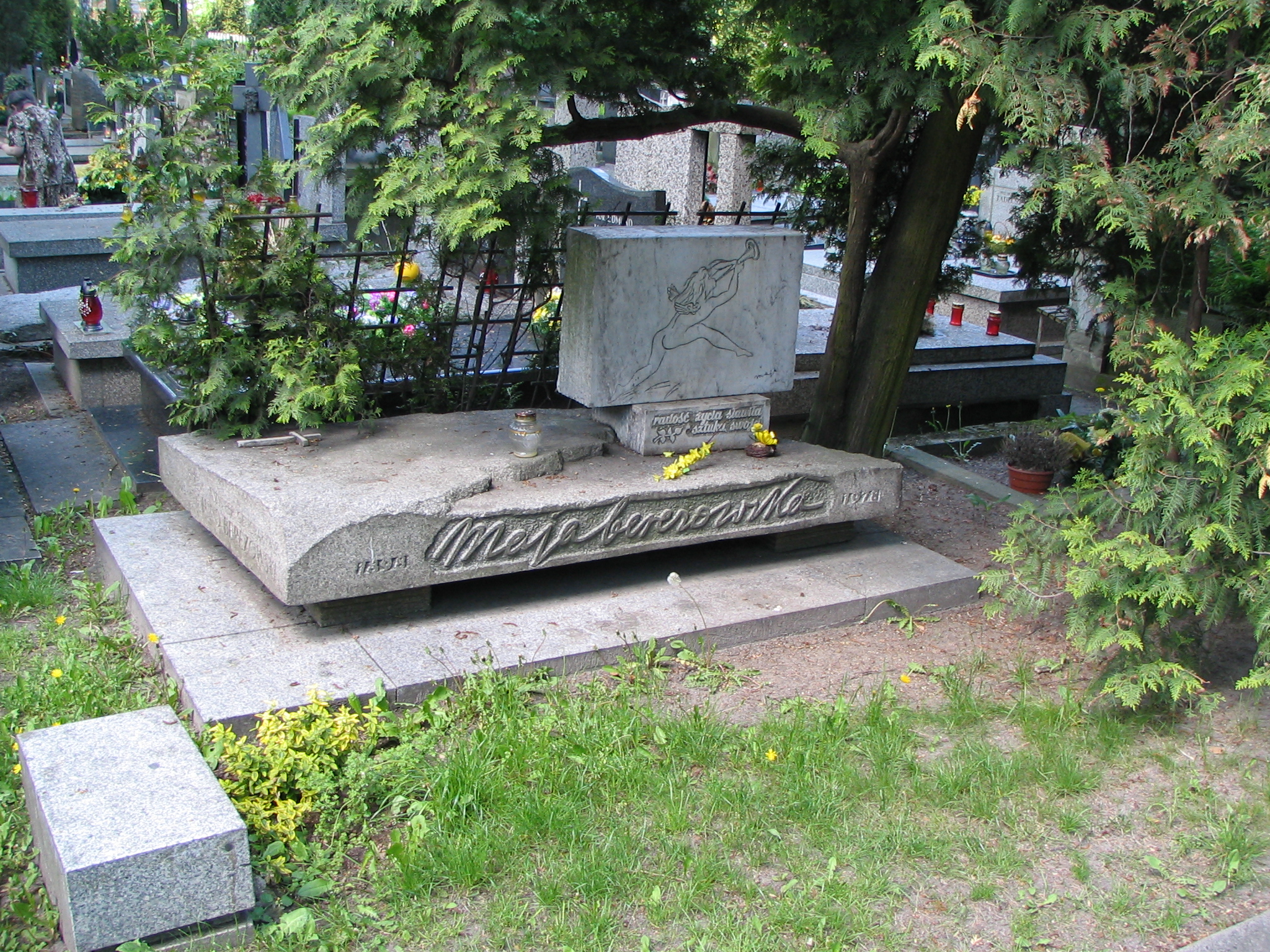
Grab von Maja Berezowska in Warschau

Maja Berezowska (* 13. April 1898 in Baranowicze; † 31. Mai 1978 in Warschau; eigentlich Maria Berezowska) war eine polnische Malerin, Grafikerin, Karikaturistin und Bühnenbildnerin.

## Leben
Berezowska war die Tochter eines Ingenieurs, der am Bau der Transsibirischen Eisenbahn mitarbeitete. Ihre künstlerische Ausbildung erhielt sie an einer privaten Kunstschule in Sankt Petersburg (1908–1909) sowie an den Kunsthochschulen in Krakau (1910–1912) und München (1913). 1918 heiratete sie den Maler und Bühnenbildner Kazimierz Grus. Ihre erste individuelle Ausstellung mit ihren Werken hatte sie 1916 in Kiew. Das zentrale Thema ihrer Werke (erotische Grafiken) war bereits bei dieser Ausstellung zu sehen. Erste Theaterarbeiten entstanden ab 1919 in Lemberg. Von 1933 bis 1936 lebte sie in Paris und veröffentlichte hier Karikaturen in der französischen Tagespresse. Für Aufregung sorgten 1935 ihre Hitler-Karikaturen, wofür sie vom deutschen Botschafter in Paris angezeigt wurde. In der ersten Instanz wurde sie zu einer Strafe von 500 Fr. verurteilt, doch im Berufungsprozess wurde diese zu einem symbolischen Betrag reduziert. Nachdem sie 1936 wieder zurück in Polen war, projektierte sie die Kostüme von polnischen Revuestars. Als 1939 der Zweite Weltkrieg ausbrach, versteckte sie sich in der polnischen Provinz. Erst 1941 kam sie wieder zurück nach Warschau und wurde dort im Januar 1942 wegen ihrer Karikaturen von den Nationalsozialisten verhaftet und im Frauengefängnis „Serbia“ festgehalten. Nachdem sie zum Tode verurteilt worden war, wurde sie im Mai 1942 in das KZ Ravensbrück verlegt. Das Urteil wurde jedoch nicht vollstreckt. Berezowska zeichnete nun im KZ ihre Mitinsassinnen und kam nach der Befreiung – im Mai 1945 – dank dem Schwedischen Roten Kreuz zusammen mit einer Gruppe weiterer ehemaliger Häftlinge zur Rekonvaleszenz nach Stockholm. Dort konnte sie ihre Arbeiten aus der KZ-Zeit ausstellen. Im Juni 1946 kehrte sie nach Polen zurück, wo sie sich vor allem auf ihre Theaterarbeit konzentrierte und vor allem als Bühnenbildnerin in unterschiedlichsten Theatern im ganzen Land tätig war. 1977 zog sie sich aus dem Berufsleben zurück.